# 二横带亮腹蛛
二横带亮腹蛛（学名：Singa bifasciata）为园蛛科亮腹蛛属的动物。在中国大陆，分布于四川等地。该物种的模式产地在四川。